# (2880) Nihondaira
(2880) Nihondaira est un astéroïde de la ceinture principale.

## Description
(2880) Nihondaira est un astéroïde de la ceinture principale. Il fut découvert le 8 février 1983 à Geisei par Tsutomu Seki. Il présente une orbite caractérisée par un demi-grand axe de 2,20 UA, une excentricité de 0,17 et une inclinaison de 5,7° par rapport à l'écliptique.

## Compléments